# Þór Heimir Vilhjálmsson
Þór Heimir Vilhjálmsson (* 9. Juni 1930 in Reykjavík; † 20. Oktober 2015 ebenda) war ein isländischer Rechtswissenschaftler und ehemaliger Präsident des EFTA-Gerichtshofs.

## Leben
Nach dem Besuch der Oberschule in Reykjavík studierte Þór an der schottischen Universität St. Andrews und der Universität Island, wo er 1957 den akademischen Grad cand.jur. erwarb. Es schlossen sich nach akademische Tätigkeiten im Verfassungsrecht an der New York University und der Universität Kopenhagen an. Zeitweilig arbeitete er als Journalist.
Im Jahre 1959 wechselte er als wissenschaftlicher Mitarbeiter an die Universität Island. Drei Jahre später übernahm er dort eine Stelle als Dozent auf Teilzeitbasis, und 1967 wurde er zum Professor berufen. In dieser Funktion war Þór bis 1976 tätig, davon zwischen 1968 und 1970 als Dekan der juristischen Fakultät und von 1974 bis 1976 als Direktor des Instituts für Rechtswissenschaft.
Er schlug nicht nur eine universitäre Laufbahn ein, sondern spielte eine wichtige Rolle in der isländischen und europäischen Judikatur. Am Zivilgericht von Reykjavík sprach er von 1960 bis 1962 als stellvertretender Richter und zwischen 1962 und 1967 als Richter Recht. 1971 wurde er zum Richter am Europäischen Gerichtshof für Menschenrechte ernannt. Hier wurde er 1998 zum Vizepräsidenten gewählt, am 31. Oktober desselben Jahres endete seine Amtszeit.
Weiterhin gehörte er von 1976 bis 1993 dem höchsten isländischen Gericht Hæstiréttur an, an dem er zudem von 1983 bis 1984 und ein zweites Mal 1993 den Posten des Präsidenten bekleidete. Ab dem 1. Januar 1994 wirkte er als Richter am Gerichtshof der EFTA, vom 11. Januar 2000 bis zu seinem Ausscheiden am 31. Dezember 2002 stand er dem Gerichtshof als Präsident vor.
Þór war 1963 Mitglied der isländischen Delegation zur UN-Generalversammlung. Er nahm an zahlreichen internationalen Konferenzen teil, vor allem zu Fragen des Seerechts. Von 1971 bis 1974 übte er den Vorsitz der Vereinigung isländischer Rechtsanwälte aus, von 1973 bis 1983 gab er eine juristische Zeitschrift in Island heraus.